# Eperiella alsophila
Espèce
Eperiella alsophila est une espèce d'araignées aranéomorphes de la famille des Anapidae.

## Distribution
Cette espèce est endémique du Chili. Elle se rencontre dans les régions d'Aisén et des Lacs.

## Description
Le mâle holotype mesure 0,78 mm et la femelle paratype 0,75 mm.

## Publication originale
- Rix & Harvey, 2010 : The spider family Micropholcommatidae (Arachnida, Araneae, Araneoidea): a relimitation and revision at the generic level. ZooKeys, vol. 36, p. 1-321 (texte intégral).